# Японский муравей-древоточец
Японский муравей-древоточец (Camponotus japonicus) — вид муравьёв рода кампонотус (Camponotus) из подсемейства формицины (Formicinae).

## Распространение
- Подвид Camponotus japonicus s.str.: Россия (Дальний Восток от Амурской области до Курильских островов). Япония, КНДР[1].
- Подвид Camponotus japonicus atterimus Emery, 1895: Россия (Забайкалье), Восточный Казахстан, Монголия, Северный Китай[1].

## Описание
Тело полностью чёрное, матовое, покрыто редкими длинными волосками. Рабочие муравьи имеют длину 6—10 мм, самки — 15—16 мм, самцы — 9—11 мм. Предпочитает смешанные широколиственные леса, где строит земляные гнёзда с подземными ходами-туннелями на открытых участках (иногда в древесине). Брачный лёт крылатых половых особей происходит в июле. Camponotus japonicus atterimus отличается более грубой скульптурой и особенностями хетотаксии.
На жгутике усика находится около 9000 сенсорных сенсилл у самок, 7500 у рабочих и 6000 у самцов. Сенсиллы делятся на 7 типов: coelocapitular, coeloconic, ampullaceal, basiconic, trichoid-I, trichoid-II и chaetic sensilla. К каждой чувствительной сенсилле подходит от 1 (у сенсилл типа ampullaceal) до 60 (у сенсилл типа trichoid-I) и 130 сенсорных нерва (у сенсилл типа basiconic)